# Échiniculture

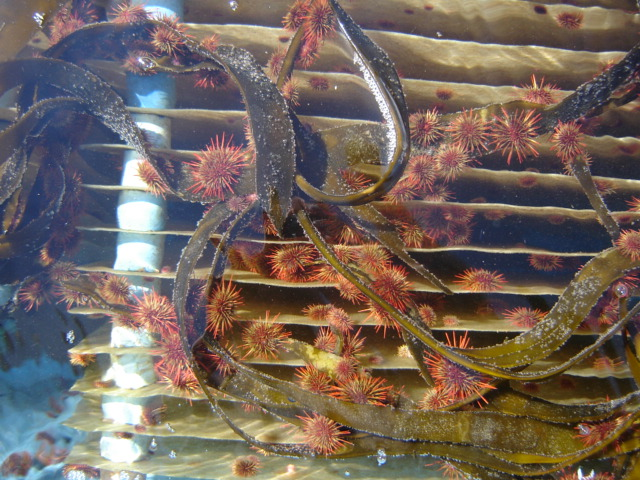
Elevage commercial d'oursins du Chili (Loxechinus albus).

L’échiniculture est l'aquaculture des oursins, généralement en vue de leur consommation.

## Historique et développement
Face à la raréfaction des oursins sauvages dans les lieux où la pêche est intense (notamment au Japon), leur élevage commercial s'est mis en place à l'imitation des élevages scientifiques puis récréatifs,.
L'échiniculture se développe depuis les années 1980 en Europe (notamment en France sur l'île de Ré), mais aussi dans l'océan Pacifique et en Asie du Sud-Est, et peut se faire en bacs artificiels ou en conditions semi-naturelles. L'élevage en bâtiment permet de gérer l'ensemble des paramètres importants pour les oursins : température, salinité, pH, oxygène, lumière, nourriture... Les oursins y sont généralement nourris d'algues, les larves étant élevées à part dans un premier temps.
Fin 2013, une entreprise française peut produire environ 6 tonnes d'oursins frais par an. Les ventes sont réparties entre les oursins frais et la transformation (conserverie, préparations culinaires).
L'échiniculture est de type extensive, du fait de la croissance lente des oursins.

## Aquariophilie récréative

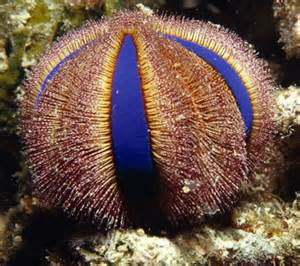
L'« oursin smoking » est apprécié en aquarium.

L'élevage d'oursins en aquariums privés s'est également développé, mais demeure réservé aux grands bacs d'eau de mer avec une eau très contrôlée, et demande donc une certaine expérience en aquariophilie. Les oursins sont notamment appréciés pour leur herbivorie, permettant de limiter la prolifération de certaines algues indésirables dans les aquariums récifaux ; plusieurs oursins irréguliers fouisseurs (comme Laganum depressum) sont également choisis pour purifier le sédiment. Certains oursins à l'apparence particulièrement esthétique ou spectaculaire sont aussi élevés par des aquariophiles pour leurs simples qualités visuelles, comme l'oursin-smoking, l'oursin bonnet-de-prêtre, l'oursin vert, l'oursin rouge, l'oursin-diadème, l'oursin perforant, l'oursin à double piquants, l'oursin crayon ou encore l'oursin baguette. Certains très beaux oursins comme l'oursin de feu, parfois recherchés, sont cependant déconseillés car peu adaptés à la vie en captivité en raison de leur régime, de leur taille ou de leur venimosité.

## Sources